# Olimpijski stadion, Helsinki
Helsinški olimpijski stadion (finsko Helsingin Olympiastadion; švedsko Helsingfors Olympiastadion), ki stoji v okrožju Töölö približno 2,3 kilometra od središča finske prestolnice Helsinki, je največji stadion v državi. Stadion je najbolj znan po tem, da je bil središče dejavnosti na poletnih olimpijskih igrah leta 1952. Med temi igrami je gostil atletiko, konjeniške skoke in nogometno finale.
Stadion je bil tudi prizorišče prvega svetovnega prvenstva v bandiju leta 1957, prvega in 10. svetovnega prvenstva v atletiki leta 1983 in 2005. Gostil je evropska prvenstva v atletiki leta 1971, 1994 in 2012. Je tudi domači stadion Finske nogometne reprezentance.
Stadion je bil ponovno odprt avgusta 2020 po 4 letih prenove.

## Zgodovina
Olimpijski stadion sta zasnovala arhitekta Yrjö Lindegren in Toivo Jäntti. Znan kot ikona funkcionalističnega sloga arhitekture, je bil predstavljen v Architectural Digest kot eden najboljših primerov olimpijske arhitekture. Yrjö Lindgren je kasneje tudi sam postal dobitnik olimpijske medalje, ko je prejel zlato medaljo za arhitekturo na olimpijskih igrah leta 1948 v Londonu.
Gradnja olimpijskega stadiona se je začela leta 1934 in je bila dokončana leta 1938, z namenom gostiti poletne olimpijske igre leta 1940, ki so bile prestavljene iz Tokia v Helsinke, preden so bile odpovedane zaradi druge svetovne vojne. Več kot desetletje pozneje je gostil poletne olimpijske igre leta 1952. Stadion naj bi bil tudi glavno prizorišče odpovedane delavske poletne olimpijade leta 1943.
To je bilo prizorišče prvega svetovnega prvenstva v bandyju leta 1957.
Stadion je bil v letih 1990–1994 popolnoma posodobljen in tudi prenovljen tik pred svetovnim prvenstvom v atletiki leta 2005.
Leta 2006 se je ena od epizod ameriške televizijske serije The Amazing Race 10 končala na stolpu olimpijskega stadiona. Ekipe so morale opraviti rappel z obrazom (znan kot Angel Dive) navzdol po olimpijskem stolpu v Helsinkih.
Od marca 2007 so na stadionu in okoli njega opazili veliko uharico. 6. junija 2007 je med kvalifikacijsko tekmo za Euro 2008 sova odložila igro za deset minut, potem ko je sedla na vratnico. Zaradi strogih naravovarstvenih zakonov niso bili dovoljeni nobeni fizični poskusi prepričevanja ptice, naj odide. Sovo so pozneje krstili za Bubi in jo razglasili za prebivalca leta v Helsinkih. Belgijci so povsem nepričakovano izgubili tekmo proti Fincem z 2:0. Kasneje so trdili, da je za to kriva sova, ki je »zmotila njihov ritem igranja«. To je sovo Bubija povišalo v nekaj podobnega finskemu nacionalnemu nogometnemu junaku in od takrat naprej se finska moška nogometna reprezentanca imenuje Huuhkajat (velika uharica).
50. obletnica olimpijskih iger v Helsinkih je bila glavni motiv enega prvih finskih spominskih evrskih srebrnikov, spominskega kovanca ob 50. obletnici olimpijskih iger v Helsinkih, kovanega leta 2002. Na hrbtni strani je pogled na Olimpijski stadion v Helsinkih. Na desni je upodobljen spominski kovanec za 500 mark, kovan leta 1952 ob tej priložnosti.
Obstajali so načrti, da bi finale Superpesis leta 2021 gostili na olimpijskem stadionu, vendar nasprotovanje klubov, da bi imeli raje finale najboljših petih namesto ene tekme, skrbi glede igralne površine (igranje na naravni travi in površini tekaške steze, v šport, ki ima raje umetno travo in pesek), in spori glede urnika so privedli do preklica načrta.

## Lastnosti
Kapaciteta gledalcev na stadionu je bila največja med poletnimi olimpijskimi igrami leta 1952 z več kot 70.000 gledališkimi mesti. Danes ima stadion 36.251 gledaliških mest. Med koncerti, odvisno od velikosti odra, je kapaciteta 45.000–50.000.
Stolp stadiona, izrazit mejnik z višino 72,71 metra, merilo dolžine zmage Mattija Järvinena v metu kopja na poletnih olimpijskih igrah 1932 z zlato medaljo.

## Nedavno
Večja prenovitvena dela na stadionu so se začela spomladi 2016. Med obnovo so bile vse tribune za gledališča pokrite z nadstreški, prenovljeni pa so bili tudi igrišče in steze. Stadion zdaj ponuja tudi razširjene restavracije in več notranjih športnih prizorišč. Prenova je bila zaključena in stadion je bil septembra 2020 odprt za javnost.
Predvideni stroški prenove naj bi leta 2016 porabili 197 milijonov evrov, leta 2019 261 milijonov evrov, končali pa so pri ceni 337 milijonov evrov, kar je 140 milijonov evrov (ali 70 odstotkov) več od prvotnih predvidenih stroškov. Finančna država in mesto Helsinki sta financerja prenove.